# Laat op 2
Laat op 2 was een Nederlands radioprogramma bij de EO op Radio 2. Henk van Steeg was de presentator. 
Op 26 augustus 2013 werd bekendgemaakt dat het programma per 2 september 2013 zou worden vervangen door een nieuw programma Van Steeg tot 1. Dit programma wordt ook uitgezonden op maandag tot en donderdag, maar dan van 22.00 uur tot 01.00 uur.

## Vaste onderdelen

### Soundtrack van de dag
Bij een nieuwsfeit van die dag wordt een lied gekozen. Meestal ligt de link in de titel. Rond 23:35 uur worden er ter inspiratie drie nieuwsfeiten doorgenomen waaruit gekozen zou kunnen worden. Luisteraars kunnen dan hun inzending doorgeven. Om 23:55 wordt de winnaar bekendgemaakt.

### De laatste plaat
De producer geeft een cryptische omschrijving van de titel en artiest van de laatste plaat die in de uitzending gedraaid wordt. Luisteraars moeten raden welke plaat dat is. Alleen de producer weet wat de laatste plaat is.
Aan De Slag! · Afslag Thunder Road · Aje Tho! · Annemiekes A-lunch · Blokhuis · Bureau De Wilt · Bureau Kijk in de Vegte · Corné Klijns Soul Sensations · De Staat van Stasse · De Wild in de Middag · Echt Jasper · Funky Frank's · Giel ·Gijs 2.4 · Grand Café Kranenbarg · Helemaal Haandrikman · Het Platenpaleis · Hey JP! · Holy Hits · Jan-Willem Start Op! · Licence 2 Chill · Mega Album Top 50 · Motel De Wilt · Musical Moods · Muziekcafé · On the Beat · One Night Stenders · Het oor wil ook wat · Paul! · Rabbering Laat · Rarmarmar · RickvanV doet 2 · Rinkeldekinkel · Schiffers.fm · SHAY! · Simone's Songlines · Soul Night met One'sy · Spijkers met koppen · Thank God It's Sunday · The Best of 2night · The Big Frank Show · Thijs · Tijd voor Twee · Van Inkels Choice · Verrukkelijke 15 ·  VrijZaZo Show · Vroeg op Frank · 't Wordt Nu Laat · WILDGROEI · Wout2Day · Yora en Sander, Sander en Yora